# 2015年贵州毕节儿童死亡事件
2015年贵州毕节儿童死亡事件，是指发生于2015年6月贵州省毕节市七星关区田坎乡茨竹村的一起全家儿童死亡事件。四名留守儿童在家中死亡，分别为一兄三妹，最大的哥哥13岁，最小的妹妹才5岁。警方的初步调查结论是疑似集体喝农药自杀，但招致舆论的质疑。
2012年11月，毕节曾经发生过儿童死亡事件，五名流浪儿死于垃圾桶中。此次事件再次反映出中国西南偏远地区的贫穷、流浪儿、留守儿童等社会问题。

## 背景
贵州省毕节市七星关区田坎乡离七星关区有110多公里，是七星关区最远的乡。茨竹村是贵州省的一类贫困村，全村2400多人，经济来源主要依靠家里劳动力打工和种地，村里的留守儿童有20多个。
根据村民描述，四兄妹基本不出门或与其他人沟通，并多年遭受很严重家庭暴力，导致性格孤僻。孩子们的母亲任希芬在夫妻打架后，2014年3月离家出走去向不明；父亲张方其2015年3月外出打工。四孩子在田坝小学读书，但经常旷课，后辍学。兄妹们成为留守儿童后，田坎乡裡为他们建立了留守儿童档案，并确定村支书高华成和包村干部张胜为一对一帮扶对象。在兄妹们辍学后，乡干部和学校教师前后6次去动员回校上课，但孩子都不开门。

## 经过
2015年5月8日起，兄妹四人就辍学在家，他们离群索居。6月9日当天晚上8点，田坎乡教管中心主任潘峰和几名老师一起，再次去家访。大门紧缩，房间没有亮灯。但老师们在楼下呼喊名字时，发现孩子们正躲在窗户后面看着他们。他们没有征求孩子们的意见，通过虚掩的后门进入房子。孩子因为恐慌，三名躲在三楼装玉米的柜子裡；一名孩子躲在沙发背后的洞裡。四名孩子均赤脚，并惊慌。其中老二和老三两名女孩儿，脸颊红肿。当被问及时，两人称是互相打架造成。
潘峰给田坎乡法委书记胡海峰打电话汇报。随后胡海峰和其他两名村干部赶到现场，并叫来了村裡卫生所的医生。21点后，医生检查身体称，浮肿并非营养不良造成。随后教师劝说孩子们回学校上课，整个过程中，孩子均没有说话，但长子答应保证第二天就去上学。21点30分，十余人离开孩子家。23点多，孩子们喝下敌敌畏。当时，同村村民张启付听到张方其家房子方向传来“呼、呼”的声音。跑去发现一个孩子倒在地上，正在抽搐。随后报警并拨打120，乡卫生院医生和警察赶到现场后送去医院抢救，但是未能成功。四名孩子均被发现喝农药死亡，最大的哥哥13岁，最小的妹妹才5岁。事发后警方在事发现场寻找到一张遗书，上面写着：
|                  | 谢谢你们的好意，我知道你们对我的好，但是我该走了。我曾经发誓活不过15岁，死亡是我多年的梦想，今天清零了。 |
| ——张启刚（长子） | |

但媒體報導可能不是长子张启刚所留，而是警方或者央視偽造。

## 后续
2015年6月12日，任希芬回到毕节处理善后，表示孩子出事后“心里很难过，自己没有尽到责任。父母如果在身边照顾他们，就不会出现这样的问题。愿我家的悲剧不要再发生”。
针对媒体质疑当晚的家访是否在言语或行动上刺激了孩子，胡海峰和潘峰均予以否认。但6月12日毕节政府发布批文，称毕节市委和七星关区委决定对相关责任人进行处理。其中：七星关区副区长杨黔、教育局局长叶荣和田坎乡茨竹村包村领导薛廷猛被停职检查；田坎乡党委书记聂宗献、乡长陈明福被免职。而视情节对田坎乡分管教育的党委委员、政法委书记胡海峰，田坎乡教管中心主任潘峰，田坎小学校长曾兴玉，茨竹村党支部书记高华成，七星关区驻田坎乡茨竹村同步小康驻村工作组组长钱波，4名死亡儿童的结对帮扶教师杨小琴作相应的纪律处分，涉嫌犯罪的将移交司法机关处理。
6月12日，中华人民共和国国务院总理李克强批示，要求“把工作做实、做细，强调临时救助制度不能流于形式。对不作为、假落实的要严厉整改问责，悲剧不能一再发生。”同月12日晚，贵州省政府办公厅紧急下发通知，要求贵州各地对辖区内所有农村留守儿童、辍学儿童进行一次集中排查，彻底查清留守儿童数量、构成、特点、家庭状况等基本情况。

## 评价
搜狐网称，留守儿童问题反映出父母教育缺乏。
中国妇女报称，该事件问题在于“社区儿童保护机制没有建立，学校对辍学现象没有采取有效措施；缺乏社会和政府为困境家庭提供的委托监护、委托抚养或代养服务，系统的家庭儿童保护机制体系没有建立”。

## 相关
- 2012年贵州毕节儿童死亡事件
- 贵州毕节女教师被强奸案
- 留守儿童